# Kerrs Pink (band)
Kerrs Pink is een muziekgroep uit het Zuid-Noorse Trømborg.
De band kende sinds haar oprichting 1972 musici als Jostein Hansen, Harald Lytomt, Halvard Haugerud, Tore Johansen, Per Øyvind Nordberg en Freddy Ruud. De bandnamen Memories en Cash Pink werden in 1976 vervangen door Kerrs Pink, in wezen een aardappelras. De band kende veel personeelswisselingen, zo maakte Geir Jahren onder andere deel uit van Kerrs Pink. De Noorse Wikipedia meldt dat Kerrs Pink de langst bestaande progressieve band van Noorwegen is. Een deel van de albums werd alleen in Noorwegen uitgebracht, een ander deel werd uitgegeven door Musea Records in Frankrijk.
In 2013 is niemand van de originele leden nog lid van de band. Harald Lytomt stapte pas in bij de tweede samenstelling van Cash Pink. De band vierde in november 2013 hun veertigjarig bestaan door een concert in het cultuurhuis van Askim.

## Discografie
- 1980: Kerrs Pink
- 1981: Mellom oss
- 1993: A journey on the inside
- 1997: The art of complexity
- 2002: Tidings
- 2013: Mystic spirit
- 2021: Presence of life